# Corticarina simoni
Corticarina simoni es una especie de coleóptero de la familia Latridiidae.

## Distribución geográfica
Habita en Venezuela.